# Stockaryd
Stockaryd – miejscowość (tätort) w Szwecji, w regionie administracyjnym (län) Jönköping, w gminie Sävsjö.
Według danych Szwedzkiego Urzędu Statystycznego liczba ludności wyniosła: 1019 (31 grudnia 2015), 1091 (31 grudnia 2018) i 1039 (31 grudnia 2019).